# Bernhard Seyfert
Bernhard Seyfert (Stvolínky, 19 aprile 1817 – 7 maggio 1870) è stato un ginecologo austriaco.

## Biografia
Nel 1844 conseguì la laurea medica presso l'Università di Praga, trascorrendo i due anni successivi come medico secondario. Dal 1847 lavorò come assistente di Antonín Jan Jungmann (1775-1854) e in seguito di Franz Kiwisch von Rotterau (1814-1852) presso l'ospedale di maternità di Praga. Nel 1854 diventò un professore ordinario e direttore dell'ospedale di ostetricia e ginecologia di Praga.
Seyfert lavorò, in particolare, sulla metritosi cronica. Pur non essendo noto per il suo lavoro letterario, fu considerato un ottimo insegnante. Molti dei suoi scritti (ad esempio, il bacino stretto, le inflessioni dell'utero, l'ematometri, ecc.) furono pubblicati nella rivista di Praga.